# Селиванов, Евгений Васильевич
Евгений Васильевич Селиванов (род. 14 мая 1953, Чебоксары, РСФСР, СССР) — советский (с 1991 — российский) тренер по самбо. Заслуженный тренер России (1999), Заслуженный работник физической культуры Российской Федерации (2005). Мастер спорта СССР по самбо.
Вице-президент Общероссийской физкультурно-спортивной общественной организации «Всероссийская федерация самбо». Председатель судейской коллегии  Международной федерации самбо в России, судья международной категории по самбо (1998).

## Биография
Евгений Селиванов родился 14 мая 1953 года в Чебоксарах. 
В 1967 году начал заниматься борьбой самбо под руководством тренера Порфирия Михайлова. Воспитывался в ДЮСШ Чебоксарского электроаппаратного завода.  В 1972 году стал чемпионом Чувашской АССР и бронзовым призёром первенства РСФСР по самбо среди юниоров. В 1972 году был лидером сборной команды Чувашской АССР по самбо, членом команды Центрального ДСО «Труд», в этом же году ему было присвоено звание Мастер спорта СССР по самбо. 
С 1975 года Евгений Селиванов работает тренером, затем старшим тренером по борьбе самбо Детско-юношеской спортивной школы Чебоксарского электроаппаратного завода. В 1979 году окончил Чувашский государственный педагогический университет им. И. Я. Яковлева по специальности «физическое воспитание».
В восьмидесятые годы возглавил чебоксарскую школу самбо, которая через несколько лет становится одной из лучших школ в России («Многим мы обязаны дружеским связям с Кстовской школой самбо (Нижегородская область), знаменитой московской школой «Самбо-70», Армавирской школой самбо (Краснодарский край). Проводим совместные сборы, мастер-классы, турниры»). За годы работы школы было подготовлено более 100 Мастеров спорта СССР и России. Тренировал самбиста Александра Трофимова.
С 2000 года работает директором спортивно-культурного центра. С 2001 по 2004 год — директор ДЮСШ, с 2002 года — директор по социальному развитию АО «Чебоксарский электроаппаратный завод». С 11 марта 2004 года по 2010 год — генеральный директор Фонда «Спортивный клуб единоборств «Отечество-Волга». С 20 июня 2006 года — генеральный директор Фонда «Профессиональный клуб самбо «Четра». С 15 мая 2008 года — президент Чувашской республиканской общественной организации «Чувашская республиканская федерация самбо».
С 2010 года — директор, с 2011 года — заместитель директора Автономного учреждения Чувашской Республики дополнительного образования детей «Специализированная детско-юношеская спортивная школа олимпийского резерва по самбо» Министерства по физической культуре, спорту и туризму Чувашской Республики.
С 2011 года состоял в  Общественной палате при Президенте Чувашской Республики. Указом президента России от 14 ноября 2018 года «за большой вклад в развитие и популяризацию самбо» Евгений Селиванов был награжден орденом Дружбы. Член чувашского регионального штаба ОНФ. 28 февраля 2019 году Евгений Селиванов назначен советником главы региона Михаила Игнатьева. 
Работал заместителем директора по спортивной работе Автономного учреждения Чувашской Республики «Спортивная школа олимпийского резерва № 10 имени А. И. Трофимова» Министерства физической культуры и спорта Чувашской Республики. С 7 марта 2018 года — генеральный директор Общества с ограниченной ответственностью «Академия тенниса» (Чебоксары). С 16 августа 2021 года работает директором Частного учреждения «Профессиональный клуб самбо «ЭКРА» Общества с ограниченной ответственностью Научно-производственное предприятие «Экра».
За время тренерской работы (2022) подготовил 427 кандидатов в мастера спорта, 58 мастеров спорта, 5 мастеров спорта международного класса. Воспитал 20, в школе подготовлено более 60 мастеров спорта СССР и России, в т.ч. призёр чемпионата СССР А. П. Солдатов, самбист А. И. Трофимов, победители и призёры первенств СССР и России среди юниоров и молодёжи.

## Семья
Сын — Селиванов Алексей Евгеньевич — руководитель ООО «Алкоторг-Поволжье»; ранее — директор ООО «Спиртовой Завод «Ядринский», ранее — директор Чебоксарского ликероводочного завода.

## Награды и звания
- Орден Дружбы (13 ноября 2018 года) — за большой вклад в развитие и популяризацию самбо[2]
- Медаль ордена «За заслуги перед Отечеством» I степени (8 ноября 2023 года) — за большие заслуги в развитии и популяризации самбо в Российской Федерации, многолетнюю добросовестную работу[3]
- Медаль ордена «За заслуги перед Отечеством» II степени (8 апреля 2009 года) — за заслуги в развитии физической культуры и спорта и многолетнюю добросовестную работу[4]
- Заслуженный работник физической культуры Российской Федерации (25 июля 2005 года) — за заслуги в развитии физической культуры и спорта и многолетнюю добросовестную работу[5]
- Почётная грамота Президента Российской Федерации (29 декабря 2018 года) — за заслуги в развитии физической культуры и спорта, многолетнюю добросовестную работу[6][7]
- Заслуженный тренер России (1998 год)
- Медаль ордена «За заслуги перед Чувашской Республикой»
- Благодарность главы Чувашской Республики (2014 год)